# Telescopul Bernard Lyot

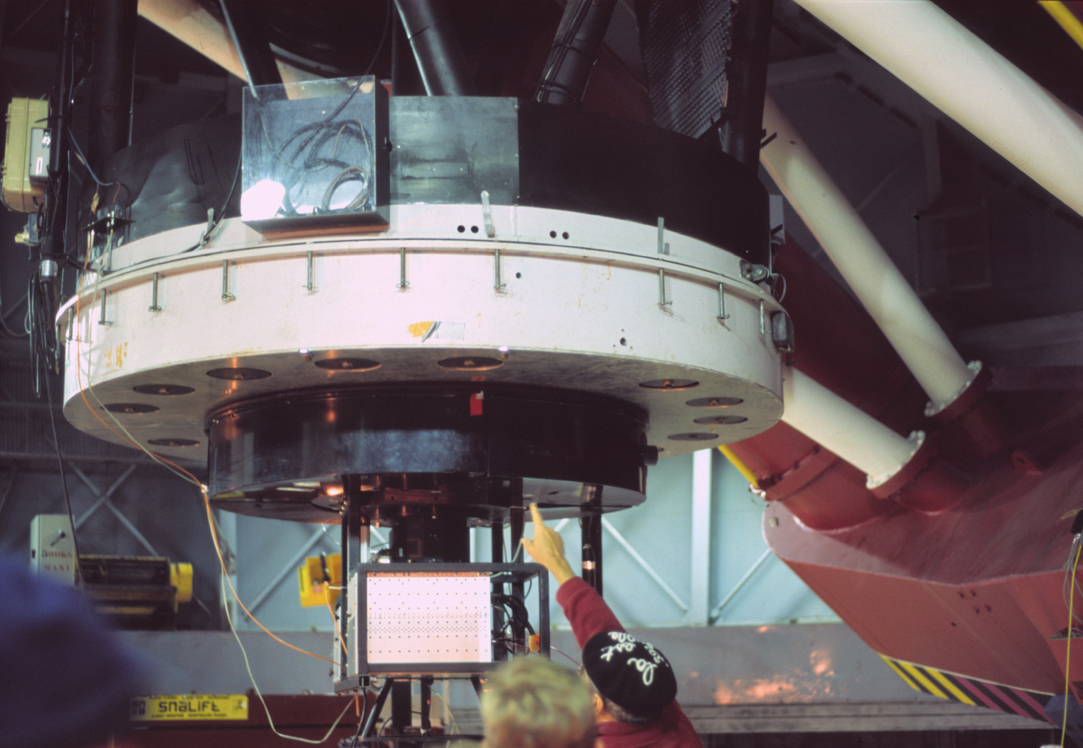
Oglinda inferioară

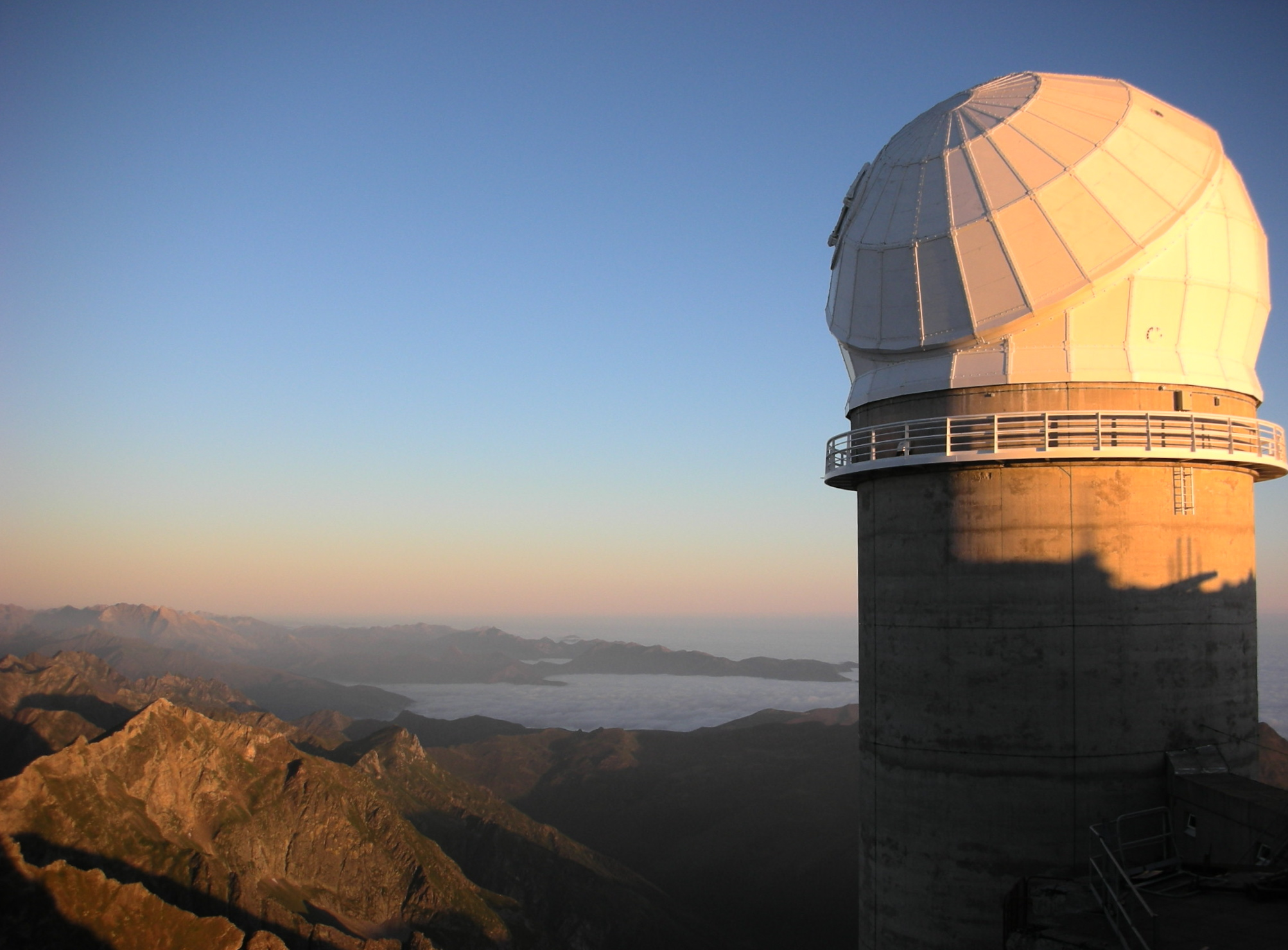
Telescopul Bernard Lyot la răsăritul Soarelui

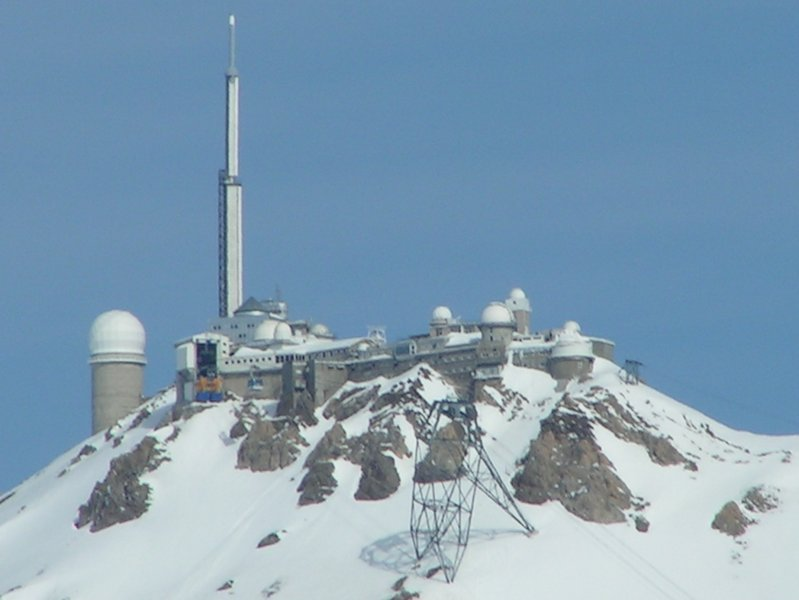
Observatorul Pic du Midi, cu telescopul Bernard Lyot în stânga

 Telescopul Bernard Lyot (Téléscope Bernard Lyot, TBL) este un telescop cu diametrul de 2 m, de tip Cassegrain, care operează în domeniul vizibil, din anul 1980. Este plasat la altitudinea de 2877 m, pe muntele Pic du Midi de Bigorre, în Pirineii francezi, în cadrul Observatorului Pic du Midi. 
Telescopul Bernard Lyot este în prezent singurul instrument astronomic din lume utilizat în principal pentru studiul magnetismului stelelor, ca urmare a instalării, în noiembrie 2006, a unui spectropolarimetru NARVAL.
Cu oglinda primară având un diametru de 2 metri, astăzi este cel mai mare telescop din Franța metropolitană.